# MacArthur Park/All At Once
「MacArthur Park/All At Once」(マッカーサー・パーク/オール・アット・ワンス）は、小柳ゆきの22枚目のシングル。2012年7月25日発売。発売元はNAYUTAWAVE RECORDS。

## 解説
シングルとしては前作「we can go anywhere」から約4年振りとなる。
「MacArthur Park」はアメリカの歌手ドナ・サマーの同名曲のカバーであり、カバーアルバム『Koyanagi the Covers PRODUCT 1』からのシングルカットとなる。プロデューサーに迎えた鳥山雄司によってリアレンジを加えられ、新録音し直されている。
「All At Once」もカバーしたものであり、こちらはホイットニー・ヒューストンの同名曲となっている。

## 収録曲
1. MacArthur Park
作詞・作曲：ジミー・ウェブ、編曲:原一博
2. All At Once
作詞・作曲：Michael Masser/Jeffrey L.Osborne
3. MacArthur Park -Instrumental-
4. All At Once -Instrumental-

## 収録アルバム
MacArthur Park
- 『Koyanagi the Covers PRODUCT 1』
- 『KOYANAGI the DISCO』
- 『The Best of Yuki Koyanagi 2015 Here For You 〜Universal Selection〜』